# Baikunthpur (ort i Indien)
Baikunthpur är en ort i Indien.   Den ligger i distriktet Koriya och delstaten Chhattisgarh, i den centrala delen av landet, 800 km sydost om huvudstaden New Delhi. Baikunthpur ligger 560 meter över havet och antalet invånare är 10 790.
Terrängen runt Baikunthpur är platt, och sluttar söderut. Runt Baikunthpur är det ganska tätbefolkat, med 230 invånare per kvadratkilometer. Det finns inga andra samhällen i närheten. Trakten runt Baikunthpur består till största delen av jordbruksmark.